# Национално знаме на Зимбабве
Националното знаме на Зимбабве е прието на 18 април 1980 година. Знамето е съставено от седем хоризонтални ивици в зелено, жълто, червено и черно. В лявата част има бял триъгълник в черна рамка, а в него има голяма червена звезда и птица Зимбабве в златист цвят. Птицата Зимбабве символизира историята на нацията, а червената звезда символизира революционната борба за свобода и мир.

## Елементи
Официално цветовете символизират:
- Зелено – земеделието
- Жълто – минералните богатства
- Червено – кръвта, пролята по време на войните
- Черно – наследството и етническата принадлежност на африканците
- Бял триъгълник – мир
- Птица Зимбабве – национален символ
- Червена звезда – надежда за по-добро бъдеще

## Знаме през годините
- (1979)
- (1968 – 1979)
- (1964 – 1968)